# 妄下结论
妄下结论（英語：jumping to conclusions）是心理学术语，指在没有掌握所有事实的情况下判断或决定某事；得出毫无根据的结论。换句话说，“当我无法区分我第亲身观察到的东西和我仅仅推断或假设的东西时”:162。由于它涉及到在没有足够的信息来确定一个人是正确的情况下做出决定，这可能会产生不良或草率的决定，往往对某些事情造成更多不良的影响。

## 子类型
妄下结论的三个普遍认可的子类型如下：
- 读心术（mind reading）：有一种获得他人意图或想法的特殊知识的感觉。人们可能认为别人对他们有负面的看法。例如，“人们一定讨厌我，因为我很胖”[6]。
- 算命（fortune telling）：人们在事情发生前对事情的结果有着不可改变的预期。一个人可能会在有任何证据表明事情的结果会是负面的。例如，“开始节食没有意义，因为我会打破它”和“我只会再吃一个小蛋糕”[6]。
- 贴标签（labeling）：由于将一个群体的所有成员都贴上一些特征的标签而造成的过度概括，即使用一个不利的术语来描述一个复杂的人或事件。

## 概念
妄下结论是认知扭曲的一种形式。通常情况下，一个人在没有充分的事实支持的情况下，会做出一个负面的假设。
由于妄下结论，可能会对受试者所感知到的信息产生误解，即对传入信息的错误解码:113。这通常是因为同一个表现可以有多种含义。例如，在《为结果而沟通：商业和职业指南》（Communicating for Results: A Guide for Business and the Professions）一书中提到了一名员工在被询问某个丢失的物品时避免眼神交流的例子——这可能暗示了他们对犯罪的愧疚，但也可能暗示了其他一些事情，比如他们对自己的诚信受到质疑感到尴尬，甚至是“对……权威的尊重”。即使被问者表现出更多的内疚迹象，比如出汗和逃避回答，当他们将这些症状与盗窃联系起来时，人们仍只是在做出假设。这些假设都是妄下结论的例子，如果在没有证据支持的情况下进一步追问，可能会导致失礼:145。
在某种意义上，我们都是通过根据现有的信息进行推断和假设来“妄下结论”，而且很多时候一项工作往往要求我们根据有根据的猜测行事，在这种情况下，人们是在计算风险——他们意识到他们的决策是基于一个具有一定程度不确定性的假设。当人们不知道自己已经妄下结论，反而认为自己的假设实际上是知识时，错误的可能性就大得多:164。
一个妄下结论的例子是，当一个人对别人将要说的话做出假设时，通常会用“我知道你要说什么”这样的话来打断他们。说“哇，天哪，真丢人”这样的话，会让人觉得自己比别人说的话更有兴趣而表示支持。因此，假设一个讲故事的人得到过于富有同情心的回应，会有其弊端，特别是如果这些回应看起来不真实，而且只是为了维护某种社交期望的话。
弄清一个短语应该在什么样的语境中被使用，可以帮助人们避免妄下结论。

## 特定领域
面试官很容易妄下结论，往往会“因错误推断而造成的代价高昂的招聘错误”。要求澄清是帮助进一步调查推论的好方法:226。
为了防止对儿童的错误评估，观察是早期教育工作者工作的一个重要部分。应该对孩子在不同情况下的反应进行多次观察，以帮助显示某些症状的来龙去脉，并让他们知道这些症状是否是更大问题的一部分。
医学专业人士经常妄下结论。《医生如何思考》（How Doctors Think）一书的作者杰罗姆·格罗普曼（Jerome Groopman）说：“大多数错误的诊断是由于医生对病人的误解，而不是像有问题的实验室测试那样的技术错误”。许多医生通过以下方式得出结论：他们假设病人会说出所有相关的症状（或者由于认为寻求进一步的个人信息可能会导致尴尬而被迫做出假设）；假设病人不愿意接受任何不愉快（尽管有效）的治疗；假设病人是一个疑病症患者，因此不认真对待他们的抱怨；或者即使他们没有听到或理解所有的抱怨，但因故没有要求澄清而做出诊断。